# 1837 ve fotografii
Tento článek obsahuje významné fotografické události v roce 1837.

## Události
- Francouzský malíř a vědec Louis Daguerre popsal fotografický proces daguerrotypii. Zároveň pořídil první portrétní daguerrotypii (5,8 × 4,5 cm), portrét naturalistického malíře a svého přítele Nicolase Hueta, v roce 1837 tedy dva roky před oficiálním uznáním objevu.[1]

## Narození v roce 1837

V tomto roce se narodila Virginia de Castiglione

- 15. ledna – Charles Riis, dánský fotograf aktivní v Helsinkách († 2. srpna 1915)
- 6. února – Charles Desavary, francouzský malíř a fotograf († 10. června 1885)
- 16. února – Georges Balagny, francouzský fotograf († 17. prosince 1919)
- 18. února – Mathieu Deroche († duben 1904)
- 7. března – Henry Draper, americký fyzik, astronom amatér a fotograf († 20. listopadu 1882)
- 22. března – Virginia de Castiglione, italsko-francouzská fotografka († 28. listopadu 1899)
- 6. dubna – Eugène Cuvelier, francouzský fotograf († 31. října 1900)
- 30. dubna – Olaf Martin Peder Væring, norský fotograf († 26. listopadu 1906)
- 19. května – Rihei Tomišige, japonský fotograf († 7. února 1922)
- 24. května – Sigfús Eymundsson, islandský fotograf a knihkupec († 20. října 1911)
- 14. června – Walery Rzewuski, polský fotograf a komunální politik († 18. listopadu 1888)
- 14. června – John Thomson, skotský fotograf a cestovatel († 29. září 1921)
- 16. července – Andrej Karelin, ruský malíř a fotograf († 12. srpna 1906)
- 24. července – Émile Schweitzer, francouzský fotograf († 27. listopadu 1903)
- 5. září – Harald Paetz, dánský herec a fotograf († 21. listopadu 1895)
- 2. listopadu – Émile Bayard, francouzský ilustrátor a fotograf († 6. prosince 1891)
- 6. listopadu – Louis-Prudent Vallée, kanadský fotograf († 22. prosince 1905)
- 8. prosince – Louis Ducos du Hauron, francouzský fotograf († 31. srpna 1920)
- 24. prosince – Louis De Clercq, fotograf († 27. prosince 1901)
- ? – Willoughby Wallace Hooper, britský fotograf působící v Indii († 21. dubna 1912)
- ? – David Wilkie Wynfield, britský malíř a fotograf († 1887)
- ? – Sarah Ann Harrisonová, jedna z prvních fotografek na Maltě († ?)
- ? – Marie-Lydie Cabanisová Bonfilsová, francouzská fotografka a první profesionální fotografka na Blízkém východě, manželka Félixe Bonfilse (21. března 1837 – 1918)
- ? – Budtz Müller, průkopnický dánský fotograf se studiem Budtz Müller & Co. v Kodani, dvorní fotograf v Dánsku, Norsku a Švédsku (26. prosince 1837 – 30. prosince 1884)
- ? – Amalia López Cabrera, španělská fotografka (1837 – asi 1899)
- ? – Vicente Restrepo, kolumbijský spisovatel, historik, fotograf a politik. Se svým bratrem založili fotografii v Antioquii a později zastupovali francouzské výrobce surovin pro fotografii. (5. února 1837 – 5. července 1899)